# Jacques Cambessèdes
Jacques Cambessèdes (Montpellier, 1799-1863) fue un naturalista y botánico francés.
Trabajo intensamente en la taxonomía de la Flora de Sudáfrica con énfasis en las briófitas.
Entre marzo y junio de 1825, estuvo en las islas Baleares estudiando su Flora, y herborizando. A su regreso a Francia, publica:
- Excursions dans les îles Baléares, en Annales des voyages, vol. XXX, 1826
- Enumeratio plantarum quas in insulis Balearibus collegit, en Memoires du Muséum, tomo XIV, 1827.

Fueron dos obras, recibidas con entusiasmo por los botánicos contemporáneos; y, acompañadas de láminas, iban precedidas de una copiosa Introducción, trazando detenidamente y con profusión de datos los límites de la región mediterránea, los caracteres vegetacionales y la fisonomía de esas islas. Enumeró 691 especies (entre espontáneas y cultivadas), describiendo solo las especies nuevas.

## Honores
En su honor se han nombrado decenas de especies:
- (Sapindaceae) Paullinia cambessedesii Triana & Planch.[1]
- (Paeoniaceae) Paeonia cambessedesii  Willk.[2]
- (Molluginaceae) Mollugo cambessedesii (Fenzl) J.M.Coult.[3]
- (Clusiaceae) Hypericum cambessedesii Coss. ex Mares & Vigin.[4]
- (Caryophyllaceae) Silene cambessedesii Boiss. & Reut.[5]
- (Iridaceae) Crocus cambessedesii J.Gay[6]

, e inclusive un blog de botánica lleva su nombre http://cambessedes.wordpress.com/
- La abreviatura «Cambess.» se emplea para indicar a Jacques Cambessèdes como autoridad en la descripción y clasificación científica de los vegetales.[7]